# Universidad digital
Una universidad digital, online o virtual se refiere a una institución de educación superior que ofrece sus programas académicos y cursos completamente a través de Internet. Estas universidades utilizan plataformas digitales y tecnologías de la información para impartir enseñanza, permitiendo así a los estudiantes acceder a sus estudios desde cualquier lugar y en cualquier momento, siempre que dispongan de una conexión a Internet. Este modelo educativo se ha popularizado debido a su capacidad para ofrecer educación superior de calidad, superando las limitaciones de tiempo y espacio. Además, las universidades digitales suelen ofrecer una amplia gama de programas académicos, desde cursos cortos y certificados hasta titulaciones completas de pregrado y posgrado.